# Oued Taria
Oued Taria (în arabă واد التارية) este o comună din provincia Mascara, Algeria.
Populația comunei este de 15.901 locuitori (2008).